# Завод клапанов
Завод кла́панов — бывшее предприятие машиностроительной отрасли по производству клапанов и толкателей к карбюраторным, инжекторным и дизельным двигателям. Находился в историческом центре в Самары, в районе Хлебной площади, в границах улиц Карбюраторной (ныне ул. Князя Григория Засекина), Кутякова и Водников. Заводоуправление располагалось по адресу: ул. Карбюраторная, 6.

## Продукция
Сперва предприятие выпускало запчасти для тракторов, в годы Великой Отечественной войны — мины и сопла реактивных снарядов, после войны — клапаны, толкатели, шатуны, шатунные и прочие болты и гайки для гражданской, военной и сельскохозяйственной техники. Продукция экспортировалась в 30 стран мира, по некоторым оценкам уже в постсоветское время предприятие считалось «экспортоориентированным».
В постсоветское время завод пытался расширить ассортимент продукции: 

Завод выпускает товары народного потребления: отвёртки слесарно-монтажные, клещи строительные, шлямбуры, клапаны к двигателю «Жигули», к двигателю мотоблока АЛН-330, приставки к водяному насосу, освоено производство установок для измельчения зёрен, используемых в корме для скота.— Андрей Артёмов История завода клапанов с 1960 по 2017 год 

## Непроизводственная инфраструктура
Заводу принадлежали:
- подсобное хозяйство (включая свинарник, коровник и пасеку)
- заводской клуб
- баня
- многотиражная заводская газета «Сталинец»[уточнить]
- три дачных массива
- база отдыха «Высокий берег» на 200 человек[4]
- теплоход «Краснодонцы»
- подшефный детский сад № 6 (ул. Степана Разина, 62а)
- подшефная школа № 57 (ул. Главная, 3).

Завод вёл активное жилищное строительство, чтобы обеспечить сотрудников жильём.

## История
После установления советской власти храм Казанской иконы Божией Матери был передан под мастерские, там разместилась ремонтная мастерская № 2 «Трактороцентра». В 1930 году было решено передать мастерскую в ведение ведомства «Ватозапчасть», расширить производственные мощности и назвать новое производственное объединение «Трактородеталь».

Первый корпус механического цеха должен был вместить 120 станков. Полностью в эксплуатацию завод планировалось принять в январе 1933 года.— Андрей Артёмов  История завода клапанов: цеха в храмах, ответственные детали для тракторов, жильё для рабочих
В апреле 1932 года была пущена первая очередь нового завода клапанов. Первым директором стал Иван Григорьевич Балюра. Завод выпускал поршневые пальцы, валики вентилятора, валики коробки скоростей, затем освоил выпуск клапанов и шатунных болтов. Помимо Казанского храма, на территории нового завода оказалась и Спасо-Преображенская церковь, в ней разместили монтажный цех. Столярный цех и склад разместили в бывшей церкви Смоленской иконы Божьей Матери. Все храмы на территории завода были снесены в 1950-х годах.
Одним из назначений завода было импортозаместить запчасти к сельскохозяйственной технике, прежде всего к тракторам и комбайнам. Для этого пришлось закупить импортные станки:

Путеводитель по Куйбышеву 1936 года перечисляет их: «горизонтально-ковочные машины „Кайзер-Линг“, токарные „Леблонды“, автоматы четырёхшпинедельные „Альфред-Шютте“, шлифовальные унгера с ременной трансмиссией, шведские бесцентрово-шлифовальные станки „Лид-Кипинг“, плоско-шлифовальный „Гарднер“ и т.д».— Андрей Артёмов  История завода клапанов: цеха в храмах, ответственные детали для тракторов, жильё для рабочих
2009 год — производство и выручка сократились. Начата процедура банкротства. 2011 год — объёмы производства и выручки снова упали.
2014 год — банкротство.

### После банкротства
Корпуса предприятия снесены в 2017 году. Предполагалось построить на этом месте высотные жилые дома и торговый центр.
Предполагается провести археологические раскопки на территории бывшего завода: предположительно на этом месте находилась первая самарская крепость 16 века. Культурный слой на территории бывшего завода клапанов в Самаре признали памятником архитектуры.

### История названий
- Мастерская № 2 «Трактороцентра»
- «Трактородеталь»
- «Автотрактородеталь» (с 1936 года)
- Куйбышевский завод клапанов (с 1970 года)[20]
- Самарский завод клапанов

В 1995 году был приватизирован в АО «Самарский завод клапанов», затем разделено на
- ОАО «Самарский завод клапанов»
- ОАО «Клапан»,

которые были подконтрольны самарскому бизнесмену, главе холдинга «Техоборонпром» Алексею Леушкину.